# La Gamboa
La Gamboa o simplemente Gamboa es una localidad ubicadas a las cercanías de Castro, en la Provincia de Chiloé y Región de Los Lagos a unos 5,9 km de la ciudad de Castro (La ciudad más cercana e importante), al igual que es orillado por el Estero Cunao y conectado por la ruta Futuro By-Pass Castro y Ruta 5, según el Instituto Nacional de Estadísticas con 7.459 habitantes representando un 17% del total de la comuna.